# Пьерро, Францди
Францди Пьерро (фр. Frantzdy Pierrot; род. 29 марта 1995, Порт-о-Пренс, Гаити) — гаитянский футболист, нападающий клуба АЕК и сборной Гаити.

## Клубная карьера
Пьерро начал карьеру выступая за футбольные команды Северо-Восточного Университета и Костал Каролины. В 2016 году Францди начал выступать за команду «Рединг Юнайтед». В 2018 Пеьрро подписал контракт с бельгийским «Мускрон-Перювельз». 28 июля в матче против «Остенде» он дебютировал в Жюпиле лиге. 1 сентября в поединке против «Шарлеруа» Францди забил свой первый гол за «Мускрон-Перювельз». 
Летом 2019 года Пьерро перешёл во французский «Генгам». 31 августа в матче против «Лорьяна» он дебютировал в Лиге 2. 30 сентября в поединке против «Ле-Мана» Францди сделал «дубль», забив свои первые голы за «Генгам».
Летом 2022 года Пьерро перешёл в израильский «Маккаби» (Хайфа). 20 июля в матче квалификации Лиги чемпионов против греческого «Олимпиакоса» он дебютировал за основной состав. В отчетном поединке Францди сделал «дубль», забив свои первые голы за «Маккаби». 27 августа в матче против «Маккаби» Нетания он дебютировал в чемпионате Израиля. В 2023 году Пьерро помог клубу выиграть чемпионат и Суперкубок Израиля. 

## Международная карьера
10 сентября 2018 года в отборочном матче Лиги наций КОНКАКАФ против сборной Синт-Мартена Пьерро дебютировал за сборную Гаити. В этом же поединке Францди сделал дубль, забив свои первые голы за национальную команду. Летом 2019 года Пьерро был вызван в сборную для участия в Золотом кубке КОНКАКАФ. На турнире он сыграл в матчах против сборных Бермуд, Никарагуа, Канады и Мексики. В поединке против бермудцев Францди забил два гола.
В 2021 году в составе сборной Пьерро во второй раз принял участие в Золотом кубке КОНКАКАФ. На турнире он был запасным и на поле не вышел.
В 2023 году в составе сборной Пьерро в третий раз принял участие в Золотом кубке КОНКАКАФ. На турнире он сыграл в матчах против команд Катара, Мексики и Гондураса. В поединке против катарцев и гондурасцев Францди забил по гол.

### Голы за сборную Гаити
| #   | Дата             | Место                                   | Противник                | Счет | Результат | Соревнование                               |
| --- | ---------------- | --------------------------------------- | ------------------------ | ---- | --------- | ------------------------------------------ |
| 01. | 10 сентября 2018 | Сильвио Катор, Порт-о-Пренс, Гаити      | Синт-Мартен              | 1:1  | 1:1       | Лига наций КОНКАКАФ 2019/20 (квалификация) |
| 02. | 10 сентября 2018 | Сильвио Катор, Порт-о-Пренс, Гаити      | Синт-Мартен              | 11:0 | 13:0      | Лига наций КОНКАКАФ 2019/20 (квалификация) |
| 03. | 6 июня 2019      | Ла Портада, Ла-Серена, Чили             | Чили                     | 1:3  | 1:3       | Товарищеский матч                          |
| 04. | 16 июня 2019     | Сильвио Катор, Порт-о-Пренс, Гаити      | Бермуды                  | 2:0  | 3:0       | Золотой кубок КОНКАКАФ 2019                |
| 05. | 16 июня 2019     | Индепенденс Парк, Кингстон, Ямайка      | Бермуды                  | 0:2  | 0:2       | Золотой кубок КОНКАКАФ 2019                |
| 06. | 10 сентября 2019 | Сильвио Катор, Порт-о-Пренс, Гаити      | Кюрасао                  | 2:0  | 2:5       | Лига наций КОНКАКАФ 2019/2020              |
| 07. | 10 октября 2019  | Томас Робинсон, Нассау, Багамы          | Коста-Рика               | 0:1  | 0:2       | Лига наций КОНКАКАФ 2019/2020              |
| 08. | 5 июня 2021      | Ниссан, Иокогама, Япония                | Теркс и Кайкос           | 2:2  | 3:3       | Чемпионат мира 2022 квалификация           |
| 9.  | 5 июня 2021      | Сильвио Катор, Порт-о-Пренс, Гаити      | Теркс и Кайкос           | 2:0  | 13:0      | Чемпионат мира 2022 квалификация           |
| 10. | 5 июня 2021      | Сильвио Катор, Порт-о-Пренс, Гаити      | Теркс и Кайкос           | 1:0  | 2:1       | Чемпионат мира 2022 квалификация           |
| 11. | 3 июля 2021      | Драйв Пинк Стэдиум, Форт-Лодердейл, США | Сент-Винсент и Гренадины | 1:0  | 6:1       | Золотой кубок КОНКАКАФ 2021 (квалификация) |
| 12. | 6 июля 2021      | Ред Булл Арена, Гаррисон, США           | Бермуды                  | 1:1  | 2:1       | Золотой кубок КОНКАКАФ 2021 (квалификация) |
| 13. | 6 июля 2021      | Эн-ар-джи Стэдиум, Хьюстон, США         | Бермуды                  | 1:2  | 3:2       | Золотой кубок КОНКАКАФ 2021 (квалификация) |
| 14. | 6 июля 2021      | Рикардо Саприсса, Сан-Хосе, Коста-Рика  | Бермуды                  | 1:1  | 1:1       | Золотой кубок КОНКАКАФ 2021 (квалификация) |
| 15. | 25 марта 2023    | Блейкс Эстейт, Лукаут, Мотсеррат        | Монтсеррат               | 0:1  | 0:4       | Лига наций КОНКАКАФ 2022/2023              |
| 16. | 28 марта 2023    | Драйв Пинк Стэдиум, Форт-Лодердейл, США | Бермуды                  | 1:0  | 6:1       | Лига наций КОНКАКАФ 2022/2023              |
| 17. | 28 марта 2023    | Драйв Пинк Стэдиум, Форт-Лодердейл, США | Бермуды                  | 4:1  | 4:1       | Лига наций КОНКАКАФ 2022/2023              |
| 18. | 25 июня 2023     | Эн-ар-джи Стэдиум, Хьюстон, США         | Катар                    | 1:1  | 2:1       | Золотой кубок КОНКАКАФ 2023                |
| 19. | 3 июля 2023      | Эн-ар-джи Стэдиум, Хьюстон, США         | Гондурас                 | 1:1  | 2:1       | Золотой кубок КОНКАКАФ 2023                |

## Достижения
Клубные
 «Маккаби» (Хайфа)
- Победитель чемпионата Израиля — 2022/2023
- Обладатель Суперкубка Израиля — 2023